# Argentinas Grand Prix 1979
Argentinas Grand Prix 1979 var det första av 15 lopp ingående i formel 1-VM 1979.  

## Resultat
1. Jacques Laffite, Ligier-Ford, 9 poäng
2. Carlos Reutemann, Lotus-Ford, 6
3. John Watson, McLaren-Ford, 4
4. Patrick Depailler, Ligier-Ford, 3
5. Mario Andretti, Lotus-Ford, 2
6. Emerson Fittipaldi, Fittipaldi-Ford, 1
7. Elio de Angelis, Shadow-Ford
8. Jochen Mass, Arrows-Ford
9. Alan Jones, Williams-Ford
10. Clay Regazzoni, Williams-Ford
11. Derek Daly, Ensign-Ford

### Förare som bröt loppet
- Gilles Villeneuve, Ferrari (varv 48, motor)
- Hector Rebaque, Rebaque (Lotus-Ford) (46, upphängning)
- Jan Lammers, Shadow-Ford (42, transmission)
- James Hunt, Wolf-Ford (41, elsystem)
- Jean-Pierre Jarier, Tyrrell-Ford (15, motor)
- Jean-Pierre Jabouille, Renault (15, motor)
- Niki Lauda, Brabham-Alfa Romeo (8, bränslesystem)
- René Arnoux, Renault (6, motor)
- Jody Scheckter, Ferrari (0, kollision)
- Didier Pironi, Tyrrell-Ford (0, kollision)
- Patrick Tambay, McLaren-Ford (0, kollision)
- Nelson Piquet, Brabham-Alfa Romeo (0, kollision)
- Arturo Merzario, Merzario-Ford (0, kollision)

### Förare som ej startade
- Riccardo Patrese, Arrows-Ford

### Förare som ej kvalificerade sig
- Hans-Joachim Stuck, ATS-Ford